# Alta marea per un delitto
Alta marea per un delitto è un romanzo giallo per ragazzi scritto da Philippa Pearce nel 1983 e pubblicato in Italia da Arnoldo Mondadori Editore nella collana Giallo Junior.

## Trama
Kate Tranter vive con la madre, la nonna e i due fratelli; le è sempre stato detto che suo padre è morto il giorno in cui lei è nata, ma qualcosa non torna. Crescendo, il desiderio di scoprire la verità diventa sempre più forte, mentre gli adulti che la circondano si rifiutano di parlarne apertamente. La storia si apre con Kate che torna a casa da scuola in una fredda giornata di gennaio. La casa, con i suoi piani e le sue stanze, viene utilizzata per presentare i personaggi che la abitano.
Un giorno, una lettera scritta con inchiostro viola viene recapitata a casa. La nonna di Kate, Mrs. Randall, reagisce in modo violento, accendendo la curiosità della ragazza. Kate inizia a indagare, scoprendo che la chiave del mistero potrebbe trovarsi nel villaggio di Sattin, un luogo legato al passato della sua famiglia. Con l'aiuto del fratello maggiore, intraprende un viaggio che le farà scoprire che suo padre non è morto, ma vive lontano, in Australia. La sua famiglia ha vissuto per anni nella menzogna per proteggere segreti dolorosi, ma la determinazione di Kate alla fine riunisce tutti, riportando pace e chiarezza.